# Gunnar Reiss-Andersen

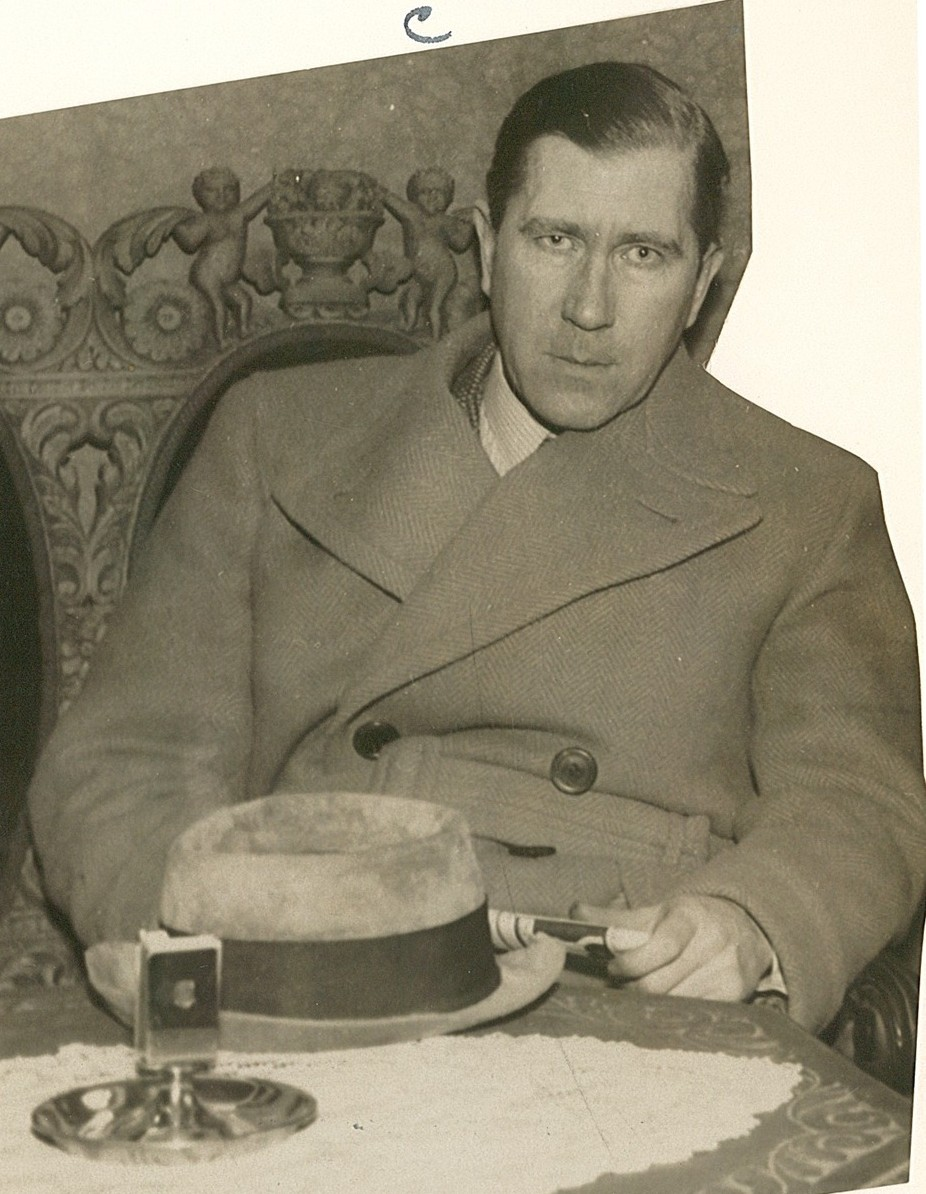
Gunnar Reiss-Andersen, 1935.

Gunnar Reiss-Andersen, född 21 augusti 1896 i Larvik, Norge, död 30 juli 1964 i Arendal, var en norsk författare.

## Biografi
Reiss-Andersen växte upp i Larvik och tog examen på språklinjen vid Frogner skole i Kristiania 1916. Han gick också till sjöss 17 år gammal, och seglade i ett år med en brigg där hans farbror Knut Knutsen var skeppare. Efter studentexamen 1916 gick han in i militären och utbildade sig till underofficer. Han studerade målarkonst i Köpenhamn och Paris. Under flera år arbetade han därefter som målare och illustratör samt konstkritiker för Arbeiderbladet.
År 1921 debuterade han som poet med diktsamlingen Indvielsens aar.
Han  blev allt mer socialt och politiskt engagerad och deltog i motståndsrörelsen under andra världskriget men tvingades fly till Sverige. Under sin vistelse i Sverige, kom han i kontakt med den modernistiska svenska poesin, och blev starkt påverkad av denna.
Reiss-Andersen erhöll statlig konstnärslön från 1945. År 1962 utsågs han till riddare av 1:a klass i St. Olav. Från 1963 han fick också hederslön från Gyldendal.